# Osteochilus repang
Osteochilus repang är en fiskart som beskrevs av Popta, 1904. Osteochilus repang ingår i släktet Osteochilus och familjen karpfiskar. Inga underarter finns listade i Catalogue of Life.